# Zentrygon
Zentrygon és un gènere d'ocells de la família dels colúmbids (Columbidae ).

## Taxonomia
Tradicionalment incloses al gènere Geotrygon, les diferents espècies han estat incloses al present gènere arran treballs recents. S'han descrit 8 espècies:
- colom guatlla de Sclater (Zentrygon albifacies).
- colom guatlla de Veracruz (Zentrygon carrikeri).
- colom guatlla de Chiriquí (Zentrygon chiriquensis).
- colom guatlla de Costa Rica (Zentrygon costaricensis).
- colom guatlla gorjablanc (Zentrygon frenata).
- colom guatlla de Goldman (Zentrygon goldmani).
- colom guatlla de Lawrence (Zentrygon lawrencii).
- colom guatlla embridat (Zentrygon linearis).